# 安室脩星
安室 脩星（やすむろ しゅうせい、1992年11月1日 - ）は、日本のモデル・俳優である。クレヨン所属。

## 出演

### テレビ
- USO!?ジャパン（2003年、TBS）
- ロンドンハーツ（2005年、テレビ朝日）
- 24時間テレビ「小倉桂物語」（2006年8月、日本テレビ）
- ザ!世界仰天ニュース（2007年、日本テレビ）

### CM
- ヤマハ音楽教室（1999年）
- フレッツ光（2006年6月 - 12月）

### 雑誌
- 公文出版『自由研究工作』（2003年）
- 小学館『月刊コロコロコミック』（2003年12月号）

### その他
- ベネッセ（1999年 - 2000年）